# Liste des épisodes de Letter Bee
 (janvier 2025).
Si vous disposez d'ouvrages ou d'articles de référence ou si vous connaissez des sites web de qualité traitant du thème abordé ici, merci de compléter l'article en donnant les références utiles à sa vérifiabilité et en les liant à la section « Notes et références ».
Cet article est un complément de l’article sur le manga Letter Bee. Il contient la liste des épisodes de l'anime de Letter Bee.

## Liste des épisodes

### Saison 1: Tegami Bachi
| No | Titre français                                              | Titre japonais                           | Titre japonais                                             | Date de 1re diffusion |
| No | Titre français                                              | Kanji                                    | Rōmaji                                                     | Date de 1re diffusion |
| -- | ----------------------------------------------------------- | ---------------------------------------- | ---------------------------------------------------------- | --------------------- |
| 01 | Lettre et Tegami Bachi                                      | テガミとテガミバチ                       | Tegami to Tegamibachi                                      | 3 octobre 2009        |
| 02 | Mon ami                                                     | ぼくの友達                               | Boku no Tomodachi                                          | 10 octobre 2009       |
| 03 | Le garçon pleurnichard, la fille-lettre                     | 泣き虫少年、テガミ少女                   | Nakimushi Shōnen, Tegami Shōjo                             | 17 octobre 2009       |
| 04 | Le Dingo de Lag                                             | ラグのディンゴ                           | Ragu no Dingo                                              | 24 octobre 2009       |
| 05 | La ville Sans-Issue                                         | 行き止まりの町                           | Ikidomari no Machi                                         | 31 octobre 2009       |
| 06 | La lettre de Jiggy Pepper                                   | ジギー・ペッパーへの手紙                 | Jigī Peppā e no Tegami                                     | 7 novembre 2009       |
| 07 | Centre ville Yuusari, 13 Rue des voeux de la nuit, la Ruche | ユウサリ中央 夜想道13番地 郵便館BEE-HIVE | Yūsari Sentoraru, Yasōmichi Jūsanbanchi, Yūbinkan BEE-HIVE | 14 novembre 2009      |
| 08 | A la rencontre de Sylvette Suede                            | シルベット・スエードに会う               | Shirubetto Suēdo ni Au                                     | 21 novembre 2009      |
| 09 | La promesse du pleurnicheur                                 | 泣き虫少年の誓い                         | Nakimushi Shōnen no Chikai                                 | 28 novembre 2009      |
| 10 | Sous la lumière                                             | 光の下                                   | Hikari no Shita                                            | 5 décembre 2009       |
| 11 | La Lettre Mensongère                                        | 嘘テガミ                                 | Uso Tegami                                                 | 12 décembre 2009      |
| 12 | Le Ruban Rouge et le Ruban Vert                             | 赤と緑のリボン                           | Aka to Midori no Ribon                                     | 19 décembre 2009      |
| 13 | Ma Terre Promise                                            | 約束の大地                               | Yakusoku no Daichi                                         | 26 décembre 2009      |
| 14 | Le médecin légiste                                          | 死骸博士                                 | Shigai Hakase                                              | 9 janvier 2010        |
| 15 | L'escapade amoureuse                                        | 愛の逃避行                               | Ai no Tōhikō                                               | 16 janvier 2010       |
| 16 | Une lettre d'un fan à une musicienne                        | 音楽家へのファンレター                   | Ongakuka e no Fan Retā                                     | 23 janvier 2010       |
| 17 | Tegami Bachi et Dingo                                       | テガミバチとディンゴ                     | Tegami Bachi to Dingo                                      | 30 janvier 2010       |
| 18 | Tegami Bato                                                 | テガミバト                               | Tegami Bato                                                | 6 février 2010        |
| 19 | Le Tegami Bachi malade et les filles                        | 病気のテガミバチと少女たち               | Byōki no Tegami Bachi to Shōjo Tachi                       | 13 février 2010       |
| 20 | Lettres perdues                                             | なくしたテガミ                           | Nakushita Tegami                                           | 20 février 2010       |
| 21 | Pot-pourri de souvenirs                                     | 記憶のポプリ                             | Kioku no Popuri                                            | 27 février 2010       |
| 22 | Les notes qui relient les rêves                             | 夢つなぐノート                           | Yume Tsunagu Nōto                                          | 6 mars 2010           |
| 23 | Honey Waters                                                | ハニー・ウォーターズ                     | Hanī Wōtāzu                                                | 13 mars 2010          |
| 24 | Les souvenirs du coeur, trois                               | こころの記憶、三つ                       | Kokoro no Kioku, Mittsu                                    | 20 mars 2010          |
| 25 | Celui qui ne peut devenir un esprit                         | 精霊になれなかった者                     | Seirei ni Narenakattamono                                  | 27 mars 2010          |

### Saison 2: Tegami Bachi Reverse
| No | Titre français                    | Titre japonais           | Titre japonais                | Date de 1re diffusion |
| No | Titre français                    | Kanji                    | Rōmaji                        | Date de 1re diffusion |
| -- | --------------------------------- | ------------------------ | ----------------------------- | --------------------- |
| 01 | Promesse                          | 約束                     | Yakusoku                      | 2 octobre 2010        |
| 02 | Pain et culotte                   | パンツとパン             | Pantsu to Pan                 | 9 octobre 2010        |
| 03 | Des dessins bleu hortensia        | アジサイ色の絵テガミ     | Ajisaīro no E-Tegami          | 16 octobre 2010       |
| 04 | Le phare hanté de la lande        | 荒野幻灯台               | Kōya Gentōdai                 | 23 octobre 2010       |
| 05 | Le monde de Reverse               | リバース・ワールド       | Ribāsu Wārudo                 | 30 octobre 2010       |
| 06 | La poupée                         | 少女人形                 | Shōjo ningyō                  | 6 novembre 2010       |
| 07 | Film noir                         | フィルム ノワール        | Firumu Nowāru                 | 13 novembre 2010      |
| 08 | Blue Notes Blues                  | ブルー・ノーツ・ブルース | Burū Nōtsu Burūsu             | 20 novembre 2010      |
| 09 | 200 ans de solitude               | ひとりぼっちの二百年     | Hitori bocchi no ni hyaku nen | 27 novembre 2010      |
| 10 | L'abbaye Veritably                | ベリタブリィー修道院     | Beritaburī shūdōin            | 4 décembre 2010       |
| 11 | L'Attaque Du Gaichuu Carbernet    | カベルネ襲来             | Kaberune shūrai               | 11 décembre 2010      |
| 12 | Une lumière dans les ténèbres     | 光、闇を照らす           | Hikari, yami o terasu         | 18 décembre 2010      |
| 13 | Mélodie Poupre                    | 紅緋色の旋律             | Benihīro no senritsu          | 25 décembre 2010      |
| 14 | Le jour de l'extinction           | 瞬きの日                 | Mabataki no hi                | 8 janvier 2011        |
| 15 | Bienvenue à la maison             | おかえりなさい           | Okaerinasai                   | 15 janvier 2011       |
| 16 | L'errance de Roda                 | ロダ、彷徨う             | Roda, samayō                  | 22 janvier 2011       |
| 17 | Mensonges et vérité               | 嘘と真実                 | Uso to shinjitsu              | 29 janvier 2010       |
| 18 | La balle-cœur perdue              | 喪われた心弾             | Ushinawa reta shindan         | 5 février 2011        |
| 19 | Ni malice, ni haine               | 悪意でなく、憎悪でなく   | Akui de naku, zouo de naku    | 12 février 2011       |
| 20 | Le sourire de l'espoir            | 希望の微笑み             | Kibō no hohoemi               | 19 février 2011       |
| 21 | L'ambition de Lawrence            | ロレンスの野望           | Rorensu no yabō               | 26 février 2011       |
| 22 | Un Endroit Où Rentrer             | 帰りたい場所             | Kaeri tai basho               | 5 mars 2011           |
| 23 | À Akatsuki                        | アカツキにて             | Akatsuki nite                 | 14 mars 2011          |
| 24 | Le combat final ! Yuusari Central | 決戦！ユウサリ中央       | Kessen! Yuusari Chuuou        | 21 mars 2011          |
| 25 | La lumière du cœur                | 「こころ」の光           | Kokoro no hikari              | 28 mars 2011          |